# Santa María de la Mar Dulce
Santa María de la Mar Dulce fue el nombre con el que Vicente Yáñez Pinzón bautizó al río Amazonas en 1500. Su sorpresa, y la de su tripulación, fue enorme al comprobar que el caudal en la desembocadura de este río era tan grande que volvía dulce el agua marina hasta 40 leguas mar adentro desde la costa, de ahí el nombre que le dieron al río.